# West Ham United Football Club 1974-1975
Questa voce raccoglie le informazioni riguardanti il West Ham United Football Club nelle competizioni ufficiali della stagione 1974-1975.

## Stagione
In seguito alla promozione di Ron Greenwood a direttore generale della squadra venne assunto John Lyall che in First Division guidò gli Hammers fino al tredicesimo posto finale, concludendo la prima metà del torneo nel grande gruppo di squadre che si contendeva la vetta per poi calare di rendimento nelle gare successive. 
Al termine della stagione il West Ham vinse la seconda FA Cup della sua storia, battendo in finale il Fulham dopo aver eliminato, nei turni precedenti, squadre come l'Arsenal e l'Ipswich Town dopo aver ripetuto l'incontro conclusosi in pareggio. Gli Hammers avevano fra l'altro già incontrato il Fulham al terzo turno di Coppa di Lega, venendo sconfitti.

## Maglie e sponsor
Rispetto alla stagione precedente, vengono reintrodotti i calzettoni bianchi.
| Manica sinistra · Manica sinistra · Maglietta · Maglietta · Manica destra · Manica destra · Pantaloncini · Calzettoni |

## Rosa
| N. |                        | Ruolo | Calciatore             |
| -- | ---------------------- | ----- | ---------------------- |
|    | Inghilterra (bandiera) | P     | Mervyn Day             |
|    | Inghilterra (bandiera) | D     | Billy Bonds (capitano) |
|    | Inghilterra (bandiera) | D     | Frank Lampard          |
|    | Inghilterra (bandiera) | D     | Kevin Lock             |
|    | Inghilterra (bandiera) | D     | John McDowell          |
|    | Inghilterra (bandiera) | D     | Tommy Taylor           |
|    | Inghilterra (bandiera) | D     | Alan Wooler            |
|    | Inghilterra (bandiera) | C     | Johnny Ayris           |
|    | Inghilterra (bandiera) | C     | Trevor Brooking        |

| N. |                        | Ruolo | Calciatore      |
| -- | ---------------------- | ----- | --------------- |
|    | Inghilterra (bandiera) | C     | Alan Curbishley |
|    | Inghilterra (bandiera) | C     | Keith Coleman   |
|    | Inghilterra (bandiera) | C     | Graham Paddon   |
|    | Inghilterra (bandiera) | C     | Keith Robson    |
|    | Bermuda (bandiera)     | A     | Clyde Best      |
|    | Inghilterra (bandiera) | A     | Bobby Gould     |
|    | Inghilterra (bandiera) | A     | Pat Holland     |
|    | Inghilterra (bandiera) | A     | Billy Jennings  |
|    | Inghilterra (bandiera) | A     | Alan Taylor     |

## Risultati

### FA Cup
| Southampton 4 gennaio 1975 Terzo turno | Southampton | 1 – 2 | West Ham Utd | The Dell |

| Londra 25 gennaio 1975 Quarto turno | West Ham Utd | 1 – 1 | Swindon Town | Boleyn Ground |

| Swindon 28 gennaio 1975 Quarto turno - Replay | Swindon Town | 1 – 2 | West Ham Utd | County Ground |

| Londra 15 febbraio 1975 Quinto turno | West Ham Utd | 2 – 1 | QPR | Boleyn Ground |

| Londra 8 marzo 1975 Quarti di finale | Arsenal | 0 – 2 | West Ham Utd | Highbury |

| Birmingham 5 aprile 1975 Semifinale | West Ham Utd | 0 – 0 | Ipswich Town | Villa Park |

| Londra 9 aprile 1975 Semifinale - Replay | West Ham Utd | 2 – 1 | Ipswich Town | Stamford Bridge |

| Arbitro: | Partridge |

|                 |           |  |
| Taylor 60’, 64’ | Marcatori |  |

## Statistiche

### Andamento in campionato
Luogo, risultato e posizione seguono l'ordine ufficiale delle giornate.
| Giornata  | 1  | 2  | 3  | 4  | 5  | 6  | 7  | 8  | 9  | 10 | 11 | 12 | 13 | 14 | 15 | 16 | 17 | 18 | 19 | 20 | 21 | 22 | 23 | 24 | 25 | 26 | 27 | 28 | 29 | 30 | 31 | 32 | 33 | 34 | 35 | 36 | 37 | 38 | 39 | 40 | 41 | 42 |
| --------- | -- | -- | -- | -- | -- | -- | -- | -- | -- | -- | -- | -- | -- | -- | -- | -- | -- | -- | -- | -- | -- | -- | -- | -- | -- | -- | -- | -- | -- | -- | -- | -- | -- | -- | -- | -- | -- | -- | -- | -- | -- | -- |
| Luogo     | T  | C  | C  | T  | T  | C  | T  | C  | C  | T  | C  | T  | T  | C  | T  | C  | T  | C  | T  | T  | C  | C  | T  | C  | T  | T  | C  | C  | T  | C  | T  | C  | T  | C  | T  | C  | T  | C  | C  | T  | C  | C  |
| Risultato | P  | V  | P  | N  | P  | P  | P  | V  | V  | V  | N  | N  | N  | V  | P  | V  | V  | V  | V  | V  | V  | N  | N  | N  | P  | P  | N  | V  | N  | N  | P  | P  | N  | V  | P  | P  | P  | N  | V  | P  | P  | V  |
| Posizione | 22 | 15 | 16 | 16 | 19 | 21 | 21 | 19 | 14 | 12 | 12 | 12 | 12 | 10 | 12 | 10 | 10 | 9  | 10 | 8  | 5  | 5  | 5  | 3  | 8  | 10 | 10 | 8  | 8  | 8  | 10 | 13 | 12 | 10 | 11 | 12 | 13 | 13 | 12 | 12 | 12 | 13 |

Fonte:  Premier League 1974/1975 » Schedule, su worldfootball.net.
Legenda:

Luogo: C = Casa; T = Trasferta. Risultato: V = Vittoria; N = Pareggio; P = Sconfitta.